# باراکس
باراکس دهستانی در استان آلباستهٔ اسپانیا است.
در این دهستان ۱۹۷۸ نفر زندگی می‌کنند. مساحت این دهستان ۱۸۹٫۹۷ کیلومتر مربع است.